# Ona Bonet
Ona Bonet (* 29. März 2006) ist eine spanische Leichtathletin, die sich auf den Hochsprung spezialisiert hat.

## Sportliche Laufbahn
Erste internationale Erfahrungen sammelte Ona Bonet im Jahr 2023, als sie bei den Ibero-Amerikanischen-U18-Meisterschaften in Lima mit übersprungenen 1,78 m die Goldmedaille gewann. Im Jahr darauf schied sie bei den U20-Weltmeisterschaften ebendort mit 1,77 m in der Qualifikationsrunde aus und 2025 wurde sie bei der 1. Liga der Team-Europameisterschaft in Madrid mit 1,88 m Zweite im B-Finale. Anschließend gewann sie bei den U20-Europameisterschaften in Tampere mit 1,86 m die Bronzemedaille.
2025 wurde Bonet spanische Hallenmeisterin im Hochsprung.